# Real Sociedad
Real Sociedad, egentligen Real Sociedad de Fútbol, S.A.D., är en spansk fotbollsklubb från San Sebastián i Baskien, grundad 7 september 1909. De spelar sina hemmamatcher på Estadio Anoeta. Bland fansen kallas klubben ofta för Erreala, Txuri-urdin eller La Real.
Real Sociedad var ett av de lag som 1929 bildade den spanska högstadivisionen La Liga, där de spelade oavbrutet i 40 år mellan 1967 och 2007. Klubben hade sina största framgångar i början av 1980-talet, då de under två säsonger i följd vann ligan (1980/1981 och 1981/1982). Under decenniet som följde vann laget ytterligare två titlar: Supercupen 1982 mot Atletico Madrid samt i Copa del Rey 1987 mot Real Madrid. Laget slutade på en andraplats i ligan 2002/2003. Säsongen 2019/20 så tog sig laget hela vägen till final i Copa del Rey. Matchen mellan La Real och Bilbao spelades dock inte förrän den 3/4-2021 pga Covid-19. Matchen vanns av Real Sociedad efter ett straffmål av Mikel Oyarzabal i den 63:e minuten och det ledde till Sociedads 2.a Copa del Rey titel. Det var även Alexander Isaks första titel i Spanien.
På grund av sin baskiska härkomst har deras matchtröjor en baskisk flagga vid översta delen av tröjans baksida, vid nacken. Derbyt mellan lokalrivalerna Athletic Bilbao kallas på baskiska för Euskal Derbia och på spanska derbi Vasco. Fram till 1989 års värvning av den irländska anfallaren John Aldridge hade klubben likt sina rivaler en policy om att endast köpa in baskiska spelare. Även om spelartruppen fortfarande är utpräglat baskisk, ingår det numera både icke-baskiska och utländska spelare. Klubbens ungdomssektion har sedan förändringen 1989 fostrat flera internationellt uppmärksammade spelare, som Xabi Alonso och Antoine Griezmann.
Klubben har två gånger tävlat i UEFA Champions League. I 2003/2004 års upplaga tog de sig till åttondelsfinal, där de förlorade mot Lyon.
Real Sociedad har även en sektion för damfotboll, friidrott, landhockey, samt baskisk pelota.

## Spelare

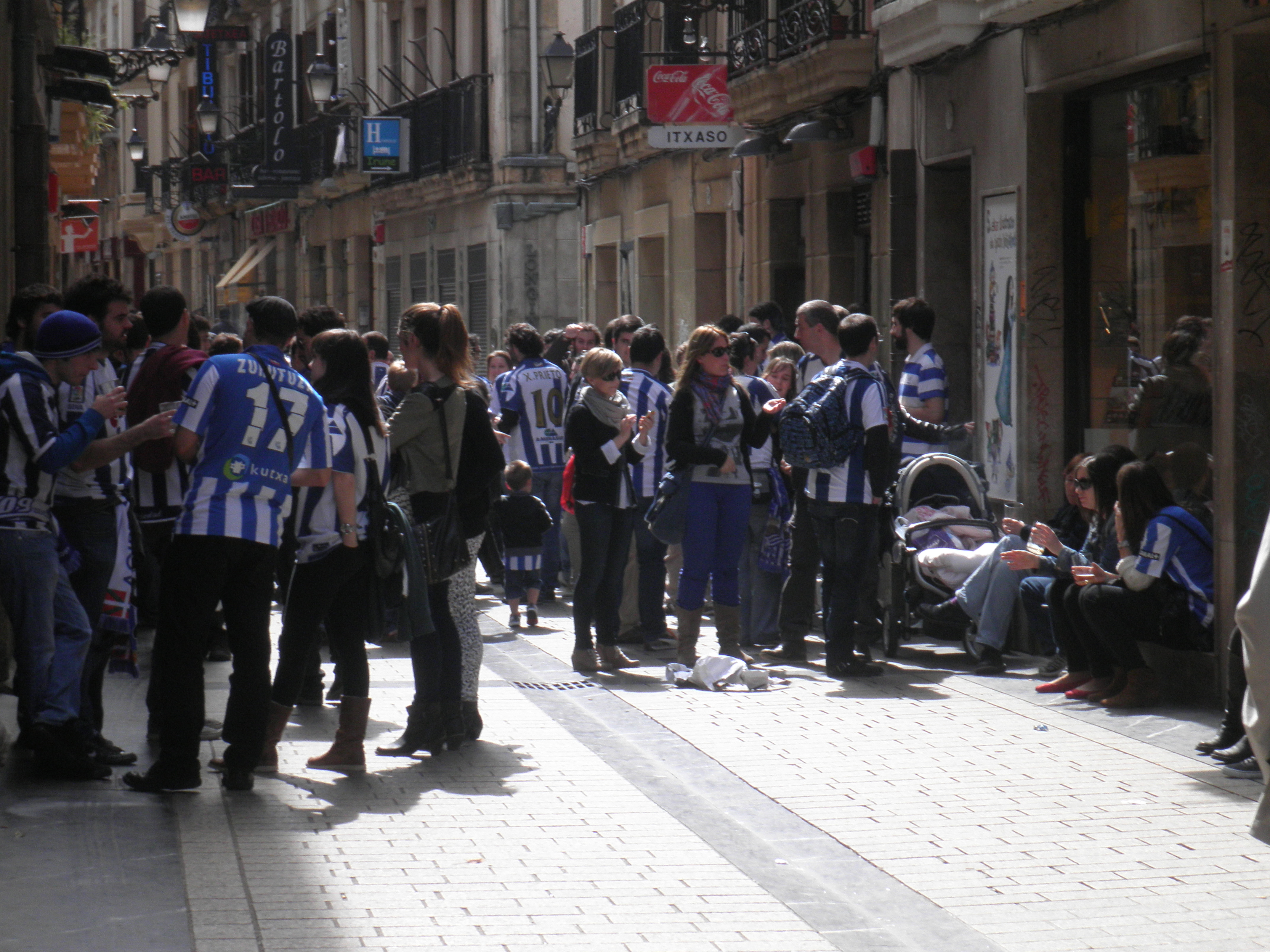
Sociedadfans i San Sebastiáns gamla kvarter.

### Truppen
| Nr | Land      | Pos | Namn                             |
| -- | --------- | --- | -------------------------------- |
| 1  | Spanien   | MV  | Álex Remiro                      |
| 15 | Frankrike | F   | Modibo Sagnan                    |
| 2  | Spanien   | F   | Joseba Zaldua                    |
| 21 | Spanien   | MF  | David Silva                      |
| 3  | Spanien   | F   | Diego Llorente                   |
| 4  | Spanien   | MF  | Asier Illarramendi (lagkapten)   |
| 5  | Spanien   | MF  | Igor Zubeldia                    |
| 6  | Spanien   | F   | Aritz Elustondo                  |
| 7  | Spanien   | MF  | Portu                            |
| 8  | Spanien   | MF  | Mikel Merino                     |
| 10 | Spanien   | MF  | Mikel Oyarzabal (vice lagkapten) |
| 11 | Belgien   | MF  | Adnan Januzaj                    |
| 12 | Spanien   | F   | Aihen Muñoz                      |

| Nr | Land      | Pos | Namn                           |
| -- | --------- | --- | ------------------------------ |
| 13 | Spanien   | MV  | Miguel Ángel Moyà              |
| 16 | Spanien   | MF  | Ander Guevara                  |
| 17 | Spanien   | MF  | David Zurutuza (3:e lagkapten) |
| 18 | Spanien   | F   | Andoni Gorosabel               |
| 20 | Spanien   | F   | Nacho Monreal                  |
|    | Spanien   | F   | Alex Sola                      |
| 22 | Spanien   | A   | Ander Barrenetxea              |
| 23 | Spanien   | MF  | Luca Sangalli                  |
| 24 | Frankrike | F   | Robin Le Normand               |
| 9  | Spanien   | A   | Carlos Fernández               |
| 14 | Spanien   | MF  | Jon Guridi                     |
| 30 | Spanien   | MV  | Andoni Zubiaurre               |
|    |           |     |                                |

### Utlånade spelare
| Nr | Land      | Pos | Namn                                            |
| -- | --------- | --- | ----------------------------------------------- |
| —  | Brasilien | A   | Willian José (i Wolverhamton till 30 juni 2021) |
| —  | Portugal  | F   | Kévin Rodrigues (i Eibar till 30 juni 2021)     |
| —  | Frankrike | MF  | Näis Djouahra (i Mirandés till 30 juni 2021)    |
| —  | Spanien   | MV  | Andoni Zubiaurre (i Leonesa till 30 juni 2021)  |

### Kända spelare
- Xabi Alonso
- Mattias Asper
- Claudio Bravo
- Joseba Etxeberría
- Ion Andoni Goikoetxea
- Mark González
- Antoine Griezmann
- Alexander Isak
- Nihat Kahveci
- Meho Kodro
- Håkan Mild
- Agne Simonsson
- Pedro Uralde